# Mayo (Floryda)
Mayo – miasto w Stanach Zjednoczonych, w stanie Floryda, siedziba administracyjna hrabstwa Lafayette.